# Sara Allen
Sara Allen (9 december 1954) is een Amerikaanse musicus en songwriter.

## Biografie
Sara Allen is bekend door haar werk met het duo Daryl Hall & John Oates. Alhoewel beiden nooit getrouwd waren, had ze een langdurige relatie met Daryl Hall tot 2001. Ze werkte mee aan veel van de hitsingles van het duo, waaronder You Make My Dreams, Private Eyes, I Can't Go for That (No Can Do) en Maneater. De song Sara Smile, de eerste Amerikaanse hit van Hall & Oates, ging over Sara Allen. Haar jongere zus Janna Allen was ook songwriter, die zelf ook werkte met Hall & Oates.